# B.G., The Prince of Rap
Bernard Greene, conhecido por B.G. the Prince of Rap (Washington, D.C., 28 de setembro de 1965 – Wiesbaden, 21 de janeiro de 2023), foi um cantor de eurodance e hip hop. B.G. the Prince of Rap é melhor conhecido por seu hit "This Beat Is Hot", que alcançou a posição #1 na Billboard Hot Dance Club Songs.

## Discografia

### Álbuns de estúdio
| Título              | Detalhes do álbum                                                         | Posições |
| Título              | Detalhes do álbum                                                         | ALE      |
| ------------------- | ------------------------------------------------------------------------- | -------- |
| The Power of Rhythm | - Data de lançamento: 1991 - Gravadora: Dance Pool - Formatos: LP, K7, CD | —        |
| The Time Is Now     | - Data de lançamento: 1994 - Gravadora: Dance Pool - Formatos: LP, K7, CD | 42       |
| Get the Groove On   | - Data de lançamento: 1996 - Gravadora: Dance Pool - Formatos: LP, K7, CD | —        |

### Singles
| Ano  | Single                      | Melhores posições nas paradas | Melhores posições nas paradas | Melhores posições nas paradas | Melhores posições nas paradas | Melhores posições nas paradas | Melhores posições nas paradas | Melhores posições nas paradas | Melhores posições nas paradas | Melhores posições nas paradas | Melhores posições nas paradas | Melhores posições nas paradas | Álbum               |
| Ano  | Single                      | ALE                           | CAN Dance                     | EUA                           | EUA Dance                     | FIN                           | ITA                           | GBR                           | HOL                           | NZ                            | SUE                           | SUI                           | Álbum               |
| ---- | --------------------------- | ----------------------------- | ----------------------------- | ----------------------------- | ----------------------------- | ----------------------------- | ----------------------------- | ----------------------------- | ----------------------------- | ----------------------------- | ----------------------------- | ----------------------------- | ------------------- |
| 1990 | "Rap to the World"          | —                             | —                             | —                             | —                             | —                             | —                             | —                             | —                             | —                             | —                             | —                             | The Power of Rhythm |
| 1991 | "This Beat is Hot"          | 21                            | 1                             | 72                            | 1                             | —                             | —                             | —                             | —                             | 30                            | —                             | —                             | The Power of Rhythm |
| 1991 | "Give Me the Music"         | 36                            | —                             | —                             | —                             | —                             | —                             | —                             | —                             | —                             | —                             | —                             | The Power of Rhythm |
| 1991 | "Take Control of the Party" | 49                            | 3                             | —                             | 2                             | —                             | —                             | 71                            | —                             | —                             | —                             | —                             | The Power of Rhythm |
| 1992 | "The Power of Rhythm"       | 49                            | —                             | —                             | 32                            | —                             | —                             | —                             | —                             | —                             | —                             | —                             | The Power of Rhythm |
| 1993 | "Can We Get Enough?"        | 34                            | 8                             | —                             | —                             | —                             | 6                             | —                             | —                             | —                             | 28                            | —                             | The Time Is Now     |
| 1994 | "The Colour of My Dreams"   | 13                            | 1                             | —                             | —                             | —                             | —                             | —                             | 39                            | —                             | —                             | 48                            | The Time Is Now     |
| 1994 | "Rock a Bit"                | 37                            | —                             | —                             | —                             | —                             | —                             | —                             | —                             | —                             | —                             | —                             | The Time Is Now     |
| 1995 | "Can't Love You"            | 45                            | 4                             | —                             | —                             | —                             | —                             | —                             | —                             | —                             | —                             | —                             | The Time Is Now     |
| 1996 | "Stomp"                     | 53                            | 2                             | —                             | —                             | 15                            | —                             | 101                           | —                             | 22                            | —                             | —                             | Get the Groove On   |
| 1996 | "Jump to This (Allnight!)"  | —                             | —                             | —                             | —                             | —                             | —                             | —                             | —                             | —                             | —                             | —                             | Get the Groove On   |
| 1996 | "Take Me Through the Night" | —                             | —                             | —                             | —                             | —                             | —                             | —                             | —                             | —                             | —                             | —                             | Get the Groove On   |

## Morte
Greene morreu em Wiesbaden em 21 de janeiro de 2023, aos 57 anos, vítima de um câncer de próstata.